# (9349) Lucas
(9349) Lucas  es un asteroide del cinturón principal perteneciente al cinturón de asteroides, región del Sistema solar que se encuentra entre las órbitas de Marte y Júpiter.
Fue descubierto el 30 de septiembre de 1991 por Robert H. McNaught desde el Observatorio de Siding Spring.

## Designación y nombre
Designado provisionalmente como 1991 SX, fue nombrado en memoria de François Édouard Anatole Lucas (1842-1891), teórico de números francés, conocido por su prueba de los primos de Mersenne y la demostración de que {\displaystyle 2^{127}-1} es primo. Sus intereses incluían los cuadrados mágicos y los números de Fibonacci, y mientras estudiaba estos últimos, ideó la secuencia similar 2, 1, 3, 4, 7, ..., ahora conocida como números de Lucas. El número de este planeta menor es el vigésimo miembro de esta secuencia.

## Características orbitales
Lucas está situado a una distancia media del Sol de 2,300 ua, pudiendo alejarse hasta 2,741 ua y acercarse hasta 1,860 ua. Su excentricidad es 0,192 y la inclinación orbital 6,689 grados. Emplea 1274,24 días en completar una órbita alrededor del Sol.
Pertenece a la familia de asteroides de (2076) Levin.

## Características físicas
La magnitud absoluta de Lucas es 15,71. 